# NGC 2776
NGC 2776 ist eine Spiralgalaxie vom Hubble-Typ Sbc im Sternbild Luchs am Nordsternhimmel. Sie ist schätzungsweise 118 Millionen Lichtjahre von der Milchstraße entfernt und hat einen Durchmesser von etwa 100.000 Lichtjahren. 
Das Objekt wurde am 19. März 1828 von dem Astronomen John Herschel entdeckt.